# منطقه حفاظت‌شده سرخ‌آباد
منطقهٔ حفاظت‌شدهٔ سرخ‌آباد یک منطقهٔ حفاظت‌شده با مساحت ۱۲۲۰۲۵ هکتار است که در استان زنجان در ایران قرار دارد. این منطقهٔ حفاظت‌شده طبق مصوبهٔ شمارهٔ ۶۵۴ در تاریخ ۱۳۷۵/۱۱/۲۷ در فهرست مناطق تحت حفاظت سازمان محیط زیست ایران قرار گرفت.